# ユーロブルン
ユーロブルン（Eurobrun）は、1988年から1990年までF1世界選手権に参戦していたレーシングチーム。チーム本拠地はイタリア・ロンバルディア州ミラノ県セナーゴ。

## 歴史

### 1988年

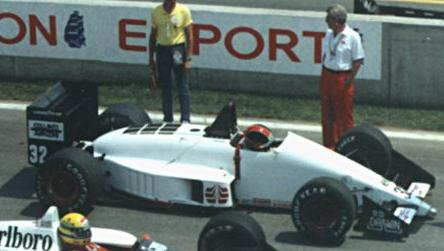
ララウリのER188（1988年）

1988年に『ユーロブルン・レーシング』設立。チームは1985年までアルファロメオF1チームを運営していたジャンパオロ・パバネロ率いるユーロレーシングと、ル・マン24時間レースでポルシェを走らせて8回出場経験を持つ元レーシングドライバーのウォルター・ブルン率いるブルン・モータースポーツがF1参戦のためにジョイントして設立したもので、チーム名は両者の名前を合わせて付けられた。
タイヤはグッドイヤー、エンジンはフォード・コスワース・DFZ V8、マシンはアルファロメオF1で183T、184Tおよび185Tまでを設計していたキャリアを持つマリオ・トレンティーノと、ブルーノ・ザーバが設計したER188でデビューし、参戦初年度のドライバーは1987年の国際F3000チャンピオンで同年に最終戦オーストラリアGPにブラバムからスポットデビューを果たしたステファノ・モデナと、ブルン・モータースポーツのエースとして活躍し、ヨーロッパF3チャンピオンのオスカー・ララウリを起用した。
メインスポンサーがないままで開発資金に乏しい上、コスワースの市販エンジンを使用するなど戦闘力は高くないものの安定したマシンで、モデナは9回、ララウリは8回決勝進出し、完走7回とまずまずの成績を残した（最高位は11位）。なお終盤の日本GPとオーストラリアGPは、メインスポットスポンサーとなった日本のアパレルブランド「M505」のカラーリングで走った。

### 1989年

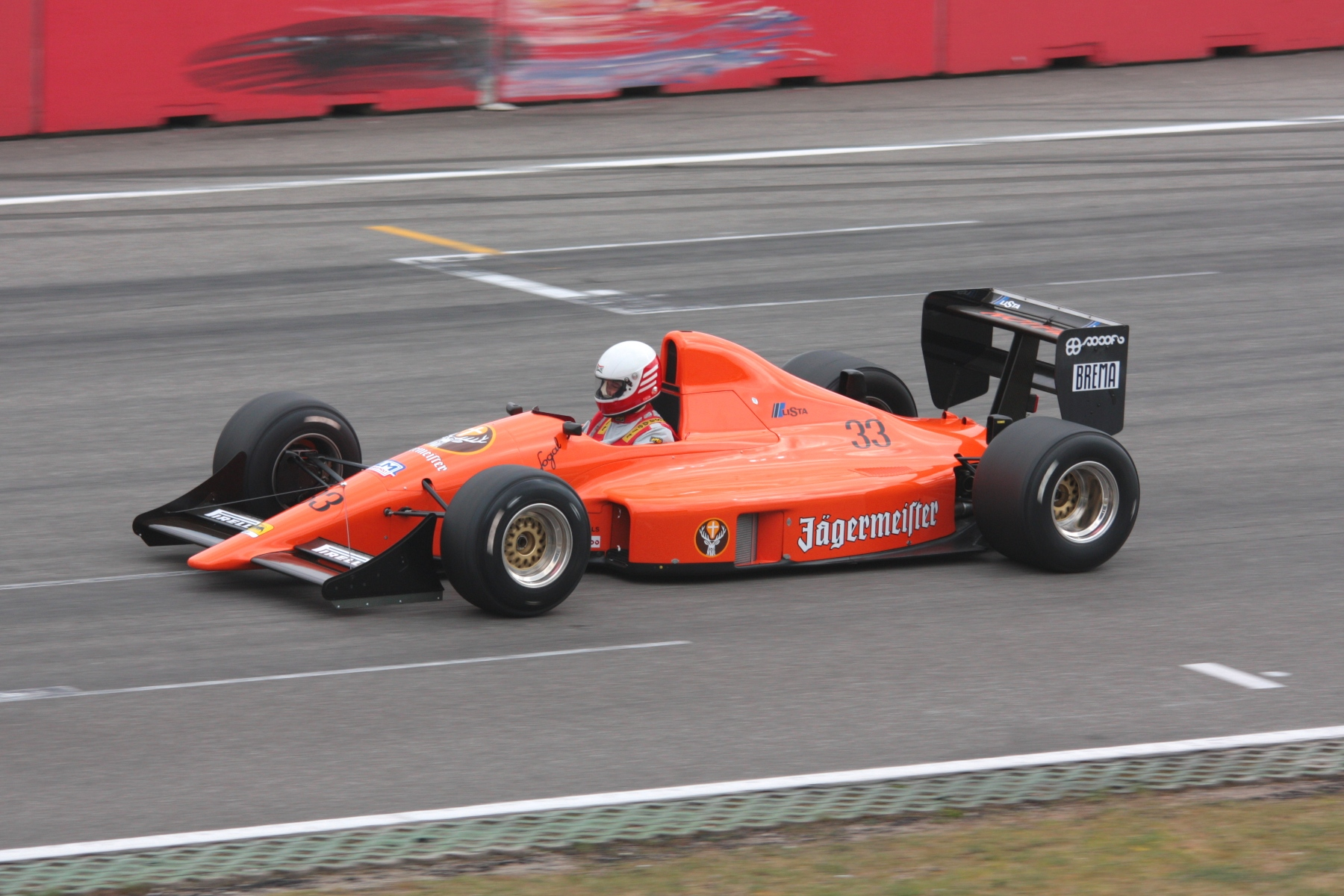
ER189（1989年）

2年目の1989年は、タイヤをグッドイヤーから3年振りにF1に復帰したピレリを装着し、エンジンもフォード・コスワースからジャッドに変更した。
ドライバーは、この年にデビューしたグレガー・フォイテクを起用したが、開幕戦を除いて予備予選落ちした。第9戦ドイツGPでようやくニューマシンであるER189が投入され、新たなメインスポンサーとしてリキュールメーカーの「イエーガーマイスター」がついたものの、予備予選通過はままならず、フォイテクは第11戦ベルギーGP終了後に離脱してしまった。
スポーツカー耐久レースに参戦していたララウリを再び起用するとともに、「イエーガーマイスター」もスポンサーから降りてしまったため、新たな日本のスポンサー「アルファ」を獲得したが、結局1度も決勝に上がることも無く最悪の結果に終わってしまった。

### 1990年
1990年にはコローニから移籍したロベルト・モレノと契約。セカンドシートには国際F3000に参戦していたクラウディオ・ランジェスが持参金持込で加入する。オフの期間には前年F1にデビュー後、足の負傷回復途上のためF1シートを失っていたジョニー・ハーバートにオファーし、モレノとコンビを組ませる構想もあったが、ハーバートが全日本F3000参戦を選択したため実現しなかった。開幕戦でのドライバー体重測定ではモレノが最軽量、ランジェスが最重量という対照的な組み合わせとなった。
モレノは開幕戦アメリカGPの予備予選をトップ通過、決勝でも完走を果たす。序盤戦は予備予選をおおむね通過していたが、中盤戦以降は予備予選落ちが続き、結局決勝進出は2回にとどまる。ランジェスは開幕から14戦連続予備予選落ちという惨憺たる結果に終わる。ランジェスの予備予選タイムの遅さを見たチーム首脳陣は5月から交代を模索し、ウィリアムズのテストを担当していたマーク・ブランデルや、スポンサー資金を持つブラジリアンマルコ・グレコと交渉していたが、グレコにはスーパーライセンスの発行が認められず、ブランデルは日産ワークスのル・マン24時間レースプロジェクトへの参加が決まったため、仕方が無くランジェスを継続していたという状況であった。
また運営資金枯渇がいよいよ深刻化し、ついにはヨーロッパ外への遠征となるシーズン終盤2戦（日本GP、オーストラリアGP）への渡航費用が捻出できなくなり、チームはF1への継続参戦を断念。そのままチームは消滅した。
なお、モレノはこのチーム消滅によりシートを失うものの、時を同じくしてベネトンのアレッサンドロ・ナニーニがヘリコプターの墜落事故で右腕を切断するというアクシデントが発生。モレノはナニーニの後釜として急遽ベネトン入りし、日本GPでネルソン・ピケと1-2フィニッシュを達成している。

## マシン
- ER188
  - ER188B
- ER189
  - ER189B

## 供給していたエンジン
- フォード・コスワースDFZ（V型8気筒）
- ジャッド・CV（V型8気筒）

## 在籍ドライバー
- オスカー・ララウリ（1988 - 1989）
- ステファノ・モデナ（1988）
- グレガー・フォイテク（1989）
- ロベルト・モレノ（1990）
- クラウディオ・ランジェス（1990）

## F1における全成績
(key) （太字はポールポジション）
| 年     | シャシー             | エンジン           | タイヤ | ドライバー               | 1    | 2    | 3    | 4    | 5    | 6    | 7    | 8    | 9    | 10   | 11   | 12   | 13   | 14   | 15   | 16   | ポイント | 順位 |
| ------ | -------------------- | ------------------ | ------ | ------------------------ | ---- | ---- | ---- | ---- | ---- | ---- | ---- | ---- | ---- | ---- | ---- | ---- | ---- | ---- | ---- | ---- | -------- | ---- |
| 1988年 | ユーロブルン・ER188  | コスワース・DFZ V8 | G      |                          | BRA  | SMR  | MON  | MEX  | CAN  | DET  | FRA  | GBR  | GER  | HUN  | BEL  | ITA  | POR  | ESP  | JPN  | AUS  | 0        | NC   |
| 1988年 | ユーロブルン・ER188  | コスワース・DFZ V8 | G      | オスカー・ララウリ       | Ret  | DNQ  | Ret  | 13   | Ret  | Ret  | Ret  | DNQ  | 16   | DNQ  | DNPQ | DNPQ | DNPQ | DNQ  | DNQ  | Ret  | 0        | NC   |
| 1988年 | ユーロブルン・ER188  | コスワース・DFZ V8 | G      | ステファノ・モデナ       | Ret  | NC   | DSQ  | DSQ  | 12   | Ret  | 14   | 12   | Ret  | 11   | DNQ  | DNQ  | DNQ  | 13   | DNQ  | Ret  | 0        | NC   |
| 1989年 | ユーロブルン・ER188B | ジャッド・CV V8    | P      |                          | BRA  | SMR  | MON  | MEX  | USA  | CAN  | FRA  | GBR  | GER  | HUN  | BEL  | ITA  | POR  | ESP  | JPN  | AUS  | 0        | NC   |
| 1989年 | ユーロブルン・ER188B | ジャッド・CV V8    | P      | グレガー・フォイテク     | DNQ  | DNPQ | DNPQ | DNPQ | DNPQ | DNPQ | DNPQ | DNPQ |      |      | DNPQ |      |      |      |      |      | 0        | NC   |
| 1989年 | ユーロブルン・ER189  | ジャッド・CV V8    | P      | グレガー・フォイテク     |      |      |      |      |      |      |      |      | DNPQ | DNPQ |      |      |      |      |      |      | 0        | NC   |
| 1989年 | ユーロブルン・ER189  | ジャッド・CV V8    | P      | オスカー・ララウリ       |      |      |      |      |      |      |      |      |      |      |      | DNPQ | DNPQ | DNPQ | DNPQ | DNPQ | 0        | NC   |
| 1990年 | ユーロブルン・ER189B | ジャッド・CV V8    | P      |                          | USA  | BRA  | SMR  | MON  | CAN  | MEX  | FRA  | GBR  | GER  | HUN  | BEL  | ITA  | POR  | ESP  | JPN  | AUS  | 0        | NC   |
| 1990年 | ユーロブルン・ER189B | ジャッド・CV V8    | P      | ロベルト・モレノ         | 13   | DNPQ | Ret  | DNQ  | DNQ  | DSQ  | DNPQ | DNPQ | DNPQ | DNPQ | DNPQ | DNPQ | DNPQ | DNPQ |      |      | 0        | NC   |
| 1990年 | ユーロブルン・ER189B | ジャッド・CV V8    | P      | クラウディオ・ランジェス | DNPQ | DNPQ | DNPQ | DNPQ | DNPQ | DNPQ | DNPQ | DNPQ | DNPQ | DNPQ | DNPQ | DNPQ | DNPQ | DNPQ |      |      | 0        | NC   |